# Bombita (Emilio Torres Reina)
Pour les articles homonymes, voir Bombita.
Emilio Torres Reina dit « Bombita », né le 28 novembre 1874 à Tomares (Espagne, province de Séville), mort le 19 janvier 1947 à Séville, était un matador espagnol. Il est l'aîné de trois matadors : Bombita II et Bombita III.

## Présentation
Son toreo calme, serein et alègre et son habileté lors de l’estocade lui ont permis de plaire largement au public et d’occuper les premières places de l’escalafón durant de nombreuses années. Mais une grave blessure survenue à Barcelone l’obligea à mettre fin à sa carrière, ce qu’il fit après une dernière corrida à Madrid le 26 juin 1904. Il est réapparu en piste en 1912 à Mexico pour participer à trois corridas les 18 et 25 février et le 10 mars. À la suite de ces corridas, il a pris une retraite définitive.
Il est le fondateur de la dynastie des Bombitas
Ses deux frères cadets étaient également matadors sous le même apodo : Bombita II, qui était le plus talentueux des trois et Bombita III qui fit une courte carrière.
Les encyclopédies ne donnent pas la date de sa mort. Certaines avancent 1947.

### Carrière
- Présentation à Madrid en novillada : 8 décembre 1892 en mano a mano avec Antonio Fuentes face à des novillos de la ganadería de Vicente Martínez.
- Alternative : Séville (Espagne) le 29 septembre 1896. Parrain, « El Espartero » ; témoin, « Guerrita ». Taureaux de la ganadería de Anastasio Martín.
- Confirmation d’alternative à Madrid : 27 juin 1894. Parrain, « Guerrita » ; témoin, Antonio Fuentes. Taureaux de la ganadería de José Antonio Adalid.